# Літинська селищна рада
Лі́тинська се́лищна ра́да — орган місцевого самоврядування Літинської селищної громади в Літинському районі Вінницької області. Адміністративний центр — селище міського типу Літин.

## Загальні відомості
Літинська селищна рада утворена в 1923 році.
- Територія ради: 6,788 км²
- Населення ради: 6 751 особа (станом на 1 січня 2011 року)
- Територією ради протікає річка Згар

## Населені пункти
Селищній раді підпорядковані населені пункти:
- смт Літин

## Склад ради
Рада складається з 30 депутатів та голови.
- Голова ради: Бичок Анатолій Іванович
- Секретар ради: Миколасюк Наталія Кузьмівна

### Керівний склад попередніх скликань
| Прізвище, ім'я, по батькові | Основні відомості                                                                                 | Дата обрання | Дата звільнення |
| --------------------------- | ------------------------------------------------------------------------------------------------- | ------------ | --------------- |
| Бичок Анатолій Іванович     | Селищний голова, 1967 року народження, освіта вища                                                | 26.03.2006   | 31.10.2010      |
| Бичок Анатолій Іванович     | Селищний голова, 1967 року народження, освіта вища, член Всеукраїнського об'єднання «Батьківщина» | 31.10.2010   |                 |

Примітка: таблиця складена за даними сайту Верховної Ради України

### Депутати
За результатами місцевих виборів 2010 року депутатами ради стали:

#### За суб'єктами висування
| Суб'єкт висування           | Кількість обраних депутатів | %    |
| --------------------------- | --------------------------- | ---- |
| Самовисування               | 18                          | 60   |
| Комуністична партія України | 7                           | 23,3 |
| Партія регіонів             | 5                           | 16,7 |

#### За округами
| № округу                    | Прізвище, ім'я, по батькові      | Дата визнання обраним | Освіта             | Партійна приналежність            | Відомості про обраного депутата                                |
| --------------------------- | -------------------------------- | --------------------- | ------------------ | --------------------------------- | -------------------------------------------------------------- |
| Комуністична партія України |                                  |                       |                    |                                   |                                                                |
| 1                           | Іванець Дмитро Степанович        | 01.11.2010            | середня            | член Комуністичної партії України | селищна рада, начальник ВУС                                    |
| 3                           | Артемчук Олена Григорівна        | 01.11.2010            | вища               | член Комуністичної партії України | Управління пенсійного фонду, заступник начальника              |
| 4                           | Романцов Володимир Андрійович    | 01.11.2010            | вища               | член Комуністичної партії України | ЦРЛ, лікар                                                     |
| 12                          | Москаленко Олександр Григорович  | 01.11.2010            | середня            | член Комуністичної партії України | районна ТМФ, голова                                            |
| 15                          | Рибчук Олеся Миколаївна          | 01.11.2010            | вища               | член Комуністичної партії України | «Укрсоцбанк», економіст                                        |
| 18                          | Коломієць Євдокія Петрівна       | 01.11.2010            | середня            | член Комуністичної партії України | селищна рада, бухгалтер                                        |
| 28                          | Черниш Сергій Вікторович         | 01.11.2010            | середня            | член Комуністичної партії України | «Укрсоцбанк», охоронник                                        |
| Партія регіонів             |                                  |                       |                    |                                   |                                                                |
| 5                           | Черванчук Валерій Полікарпович   | 01.11.2010            | вища               | член Партії регіонів              | ЛПП «Ніка», начальник                                          |
| 7                           | Сергійчук Галина Василівна       | 01.11.2010            | середня спеціальна | член Партії регіонів              | ЦРЛ, медсестра                                                 |
| 11                          | Близнюк Лідія Василівна          | 01.11.2010            | середня            | член Партії регіонів              | приватний підприємець                                          |
| 19                          | Лавренчук Юрій Леонідович        | 01.11.2010            | вища               | член Партії регіонів              | ЦРЛ, лікар                                                     |
| 20                          | Миколасюк Наталя Кузьмівна       | 01.11.2010            | вища               | член Партії регіонів              | селищна рада, секретар                                         |
| Самовисування               |                                  |                       |                    |                                   |                                                                |
| 2                           | Римаренко Володимир Валентинович | 01.11.2010            | середня            | позапартійний                     | приватний підприємець                                          |
| 6                           | Романець Наталя Анатоліївна      | 01.11.2010            | вища               | позапартійна                      | Райдержадміністрація, начальник відділу сім'ї та молоді        |
| 8                           | Климчук Василь Іванович          | 01.11.2010            | вища               | позапартійний                     | приватний підприємець                                          |
| 9                           | Тимощук Володимир Афанасійович   | 01.11.2010            | вища               | позапартійний                     | Літинська загальноосвітня школа I-III ст. № 2, вчитель         |
| 10                          | Пушненко Сергій Васильович       | 01.11.2010            | вища               | позапартійний                     | пенсіонер                                                      |
| 13                          | Ткачук Інна Геннадіївна          | 01.11.2010            | середня спеціальна | позапартійна                      | Літин РВУМВС, старший слідчий                                  |
| 14                          | Осадчук Петро Іванович           | 01.11.2010            | вища               | позапартійний                     | приватний підприємець                                          |
| 16                          | Пивовар Людмила Семенівна        | 01.11.2010            | вища               | позапартійна                      | Селищенська загальноосвітня школа, вчитель                     |
| 17                          | Гуменюк Людмила Володимирівна    | 01.11.2010            | вища               | позапартійна                      | середня загальноосвітня школа I-III ст. № 1 смт Літин, вчитель |
| 21                          | Радзієвська Олена Василівна      | 01.11.2010            | вища               | позапартійна                      | Літинська загальноосвітня школа I-III ст. № 2, вчитель         |
| 22                          | Носов Олександр Тимофійович      | 01.11.2010            | вища               | позапартійний                     | районний центр зайнятості, начальник відділу                   |
| 23                          | Гладько Вячеслав Михайлович      | 01.11.2010            | вища               | позапартійний                     | ВАТ «Укртелеком», інженер електрозв'язку                       |
| 24                          | Юдін Олександр Йосипович         | 01.11.2010            | вища               | позапартійний                     | селищна рада, старший інспектор                                |
| 25                          | Химера Микола Семенович          | 01.11.2010            | вища               | позапартійний                     | пенсіонер                                                      |
| 26                          | Дячинський Василь Данилович      | 01.11.2010            | вища               | позапартійний                     | селищна рада, спеціаліст по благоустрою                        |
| 27                          | Гавриш Олексій Васильович        | 01.11.2010            | вища               | позапартійний                     | РДА, головний спеціаліст                                       |
| 29                          | Гуменюк Микола Пилипович         | 10.01.2011            | вища               | позапартійний                     | Селищний ринок, завідувач                                      |
| 30                          | Гаврілов Олег Анатолійович       | 01.11.2010            | вища               | позапартійний                     | тимчасово не працює                                            |